# Claville-Motteville
Claville-Motteville település Franciaországban, Seine-Maritime megyében. Lakosainak száma 259 fő (2022. január 1.). Claville-Motteville Authieux-Ratiéville, Bosc-le-Hard, Esteville, Fontaine-le-Bourg, Saint-André-sur-Cailly, Saint-Georges-sur-Fontaine és Saint-Germain-sous-Cailly községekkel határos.

## Népesség
A település népességének változása:
| Lakosok száma | 290  | 282  | 279  | 281  | 284  | 276  | 267  | 259  |
|               | 2013 | 2015 | 2017 | 2018 | 2019 | 2020 | 2021 | 2022 |